# Edgar Quinet (Métro Paris)

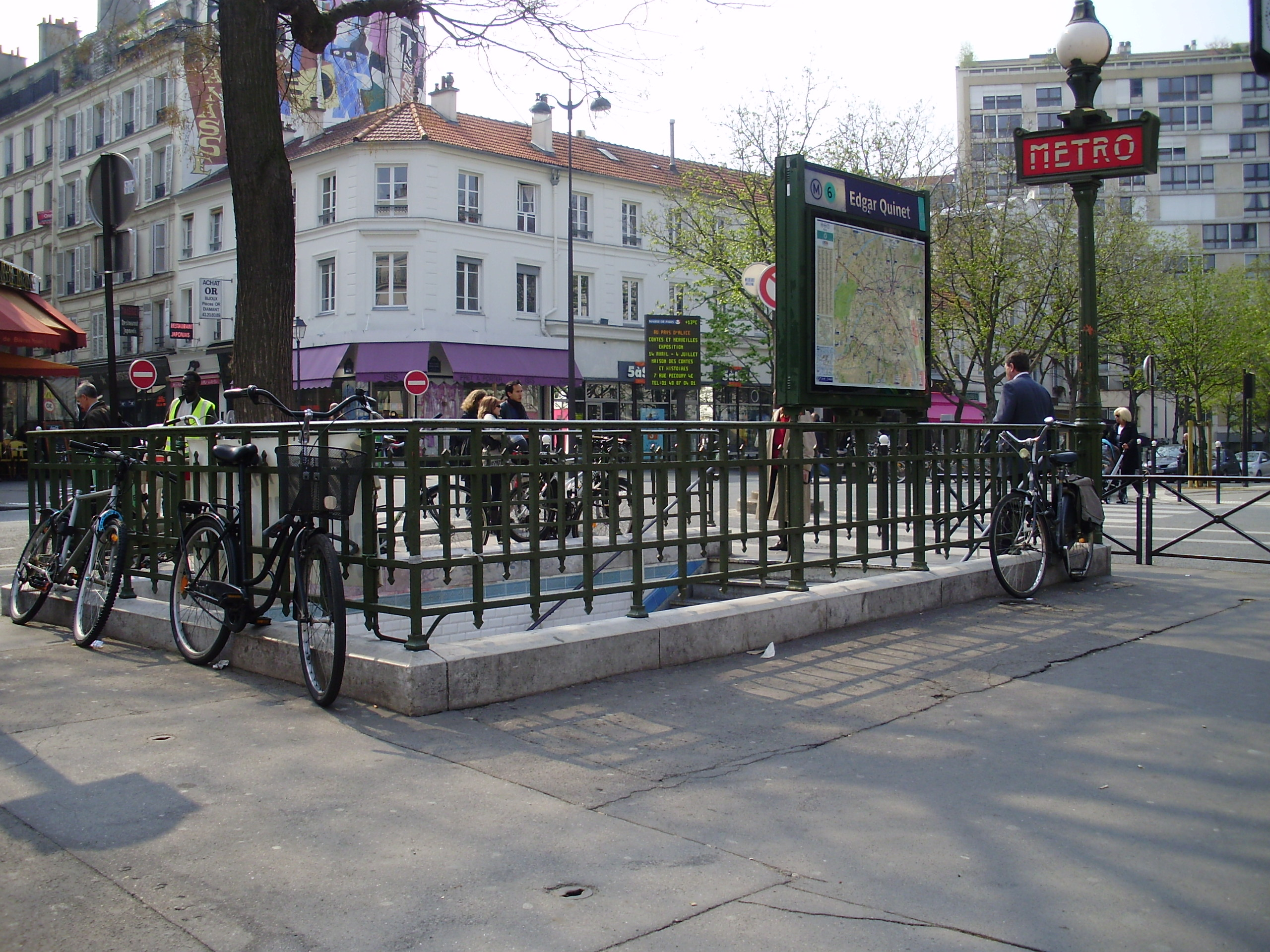
Zugang mit Art-déco-Kandelaber

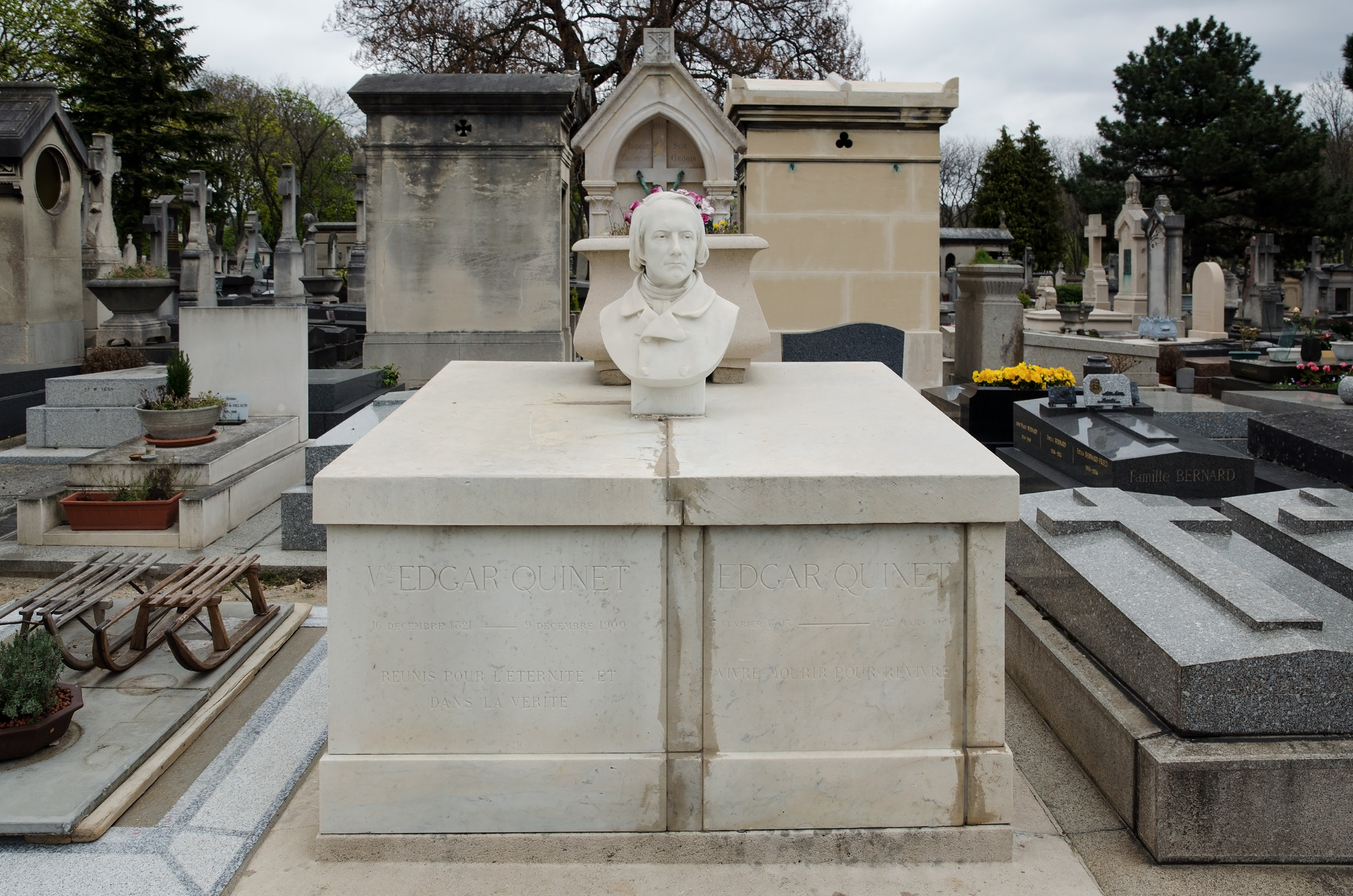
Edgar Quinets Grab auf dem Friedhof Montparnasse

Der U-Bahnhof Edgar Quinet [ɛdɡaʁ kinɛ] ist eine unterirdische Station der Linie 6 der Pariser Métro.

## Lage
Die Station befindet sich im Quartier du Montparnasse des 14. Arrondissements von Paris. Sie liegt längs unter dem Boulevard Edgar Quinet östlich dessen Kreuzung mit dem Straßenzug Rue du Montparnasse – Rue de la Gaité.

## Name
Namengebend ist der Boulevard Edgar Quinet. Der Historiker und Schriftsteller Edgar Quinet (1803–1875) wurde 1848 Abgeordneter und 1851 des Landes verwiesen. Die zwanzig folgenden Jahre verbrachte er im Exil. Sein Grab befindet sich auf dem nahen Friedhof Cimetière Montparnasse.

## Geschichte und Beschreibung
Die Station wurde am 24. April 1906 eröffnet, als die Verlängerung der damaligen Linie 2 Sud von Passy bis Place d’Italie in Betrieb ging. Am 14. Oktober 1907 wurde die bis dahin eigenständige Linie 2 Sud aufgegeben und zum südwestlichen Endabschnitt der Linie 5 (Étoile – Gare du Nord). Am 6. Oktober 1942 wurden die Linienverläufe erneut verändert, sodass seitdem die Linie 6 an der Station verkehrt. Diese wurde im Juli 1974 für den Verkehr mit luftbereiften Zügen umgebaut.
Der Querschnitt der 75 m langen Station beschreibt eine Ellipse, deren Krümmung die weiß gefliesten Seitenwände folgen. Die Höhe am Scheitelpunkt des Deckengewölbes beträgt 5 m über der Schienenoberkante, die Seitenbahnsteige sind 4 m breit.
Der einzige Zugang liegt im Mittelstreifen des Boulevard Edgar Quinet an der o. g. Kreuzung. Er ist durch einen von Adolphe Dervaux im Stil des Art déco entworfenen Kandelaber, der den Schriftzug METRO trägt, markiert.

## Fahrzeuge
Die heutige Linie 6 wurde ab ca. 1910 von Zügen der Bauart Sprague-Thomson befahren. Seit der Umstellung auf gummibereifte Fahrzeuge verkehrt dort die Baureihe MP 73. Seit Januar 2023 wird auch die Baureihe MP 89 CC auf der Linie 6 eingesetzt.

## Umgebung
In unmittelbarer Nähe befindet sich der Friedhof Cimetière Montparnasse, wo unter anderem Guy de Maupassant, Simone de Beauvoir und Serge Gainsbourg bestattet wurden.